# Погребняк Наталя Олегівна
Наталія Олегівна Погребняк (19 лютого 1988) — українська легкоатлетка, бронзова медалістка чемпіонату світу, чемпіонка Європи.

## Біографія
Народилася в Харківській області й представляє харківське «Динамо». На чемпіонаті Європи з легкої атлетики 2007 вона фінішувала четвертою на дистанції 100 м, а на молодіжному чемпіонаті Європи 2009 здобула срібну медаль на дистанції 100 м і фінішувала сьомою на дистанції 200 м. На Пекінській олімпіаді вона була четвертою в першому колі кваліфікації, однак завдяки часу 11,60 пробилася в друге коло, де з результатом 11,55 була восьмою.
Естафетна збірна України, в складі якої виступила Погребняк, не фінішувала на чемпіонаті світу 2007 року, а на Пекінській олімпіаді була дискваліфікована. На молодіжному чемпіонаті Європи збірна знову не завершила дистанцію. Однак, на чемпіонаті Європи 2010, що проходив у Барселоні, збірна виборола золоті медалі, показавши найкращий результат того року у світі, й установивши рекорд України. Збірна також виборола бронзові медалі на чемпіонаті світу 2011 у Тегу.
Особистий рекорд Погребняк на 100 м становить 11,17 с. Він був установлений у травні 2011 в Ялті. Погребняк найшвидше пробігала 200 м за 23,44 с. Це сталося в липні 2008, теж у Ялті.

### Універсіада 2013
На літній Універсіаді, яка проходила з 6-о по 17-е липня у Казані Наталя разом з Олеся Повх, Вікторією П'ятаченко та Марією Рємєнь виступали у естафеті 4×100 метрів. Із результатом 42.77 дівчата стали золотими призерами Універсіади. Друге місце із результатом 43.54 в американської команди, третє — 43.81 — у спортсменок із Польщі. У такому складі спортсменки брали участь у змаганні вперше.

### Виступи на Олімпіадах
| Олімпіада   | Дисципліна     | Результат | Місце |                     |
| Пекін 2008  | Біг 100 м      | 11,55     | 29    |                     |
| Пекін 2008  | естафета 4х100 | дискв     | -     |                     |
| Лондон 2012 | Біг 100 м      | 11,46     | 39    |                     |
| Ріо 2016    | Біг 100 м      | 11,32     | 21    |                     |
| Ріо 2016    | Біг 200 м      | 22,81     | 15    |                     |
| Ріо 2016    | естафета 4х100 | 42,36     | 6     | анульовано (Допінг) |

## Перехід до збірної Росії
20 січня 2019 року стало відомо про те, що Погребняк одружилася та отримала російське громадянство. IAAF дозволило їй виступати на внутрішньоросійських стартах.

## Державні нагороди
- Орден «За заслуги» III ст. (25 липня 2013) — за досягнення високих спортивних результатів на XXVII Всесвітній літній Універсіаді в Казані, виявлені самовідданість та волю до перемоги, піднесення міжнародного авторитету України[12]

## Галерея

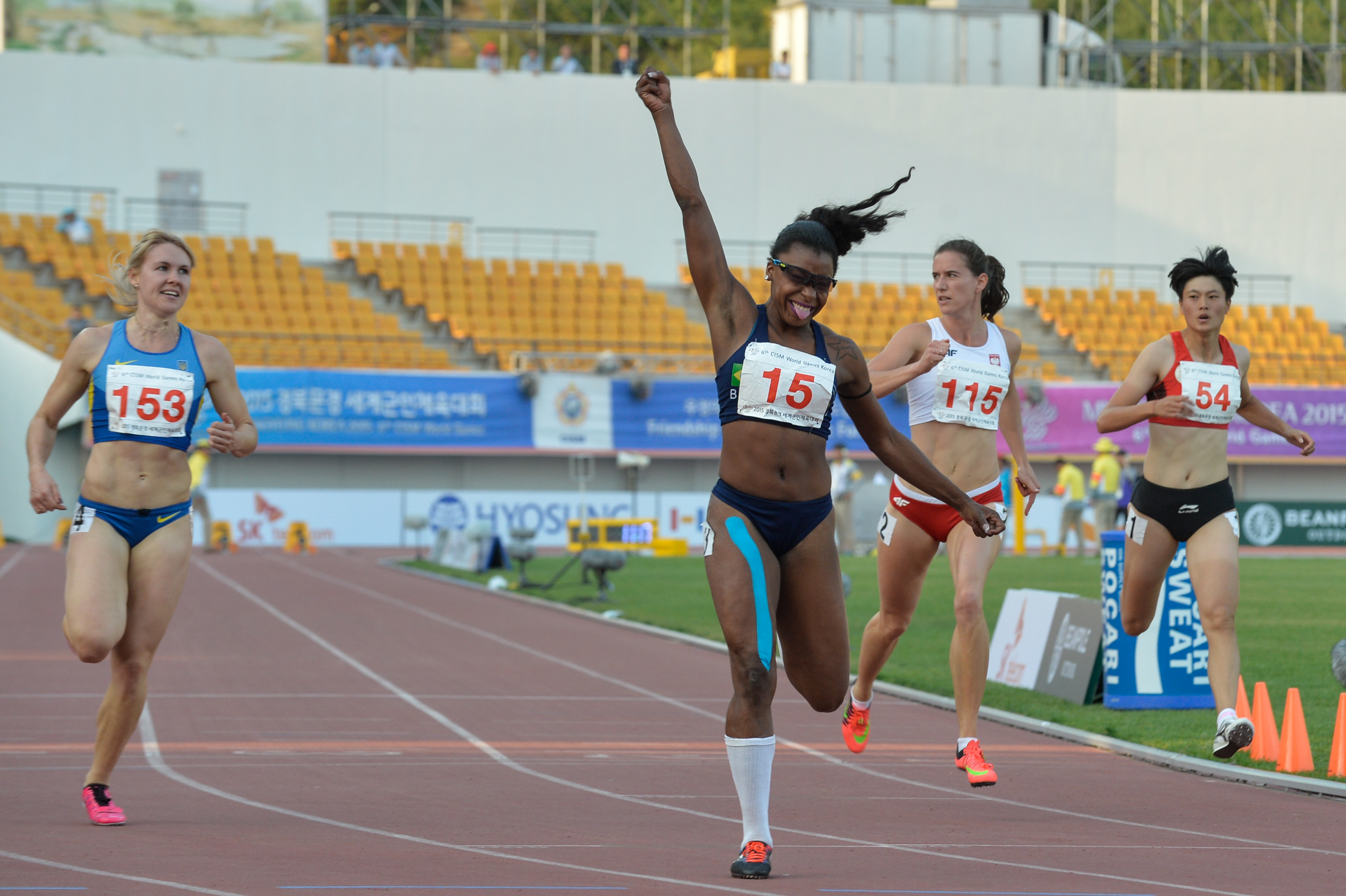
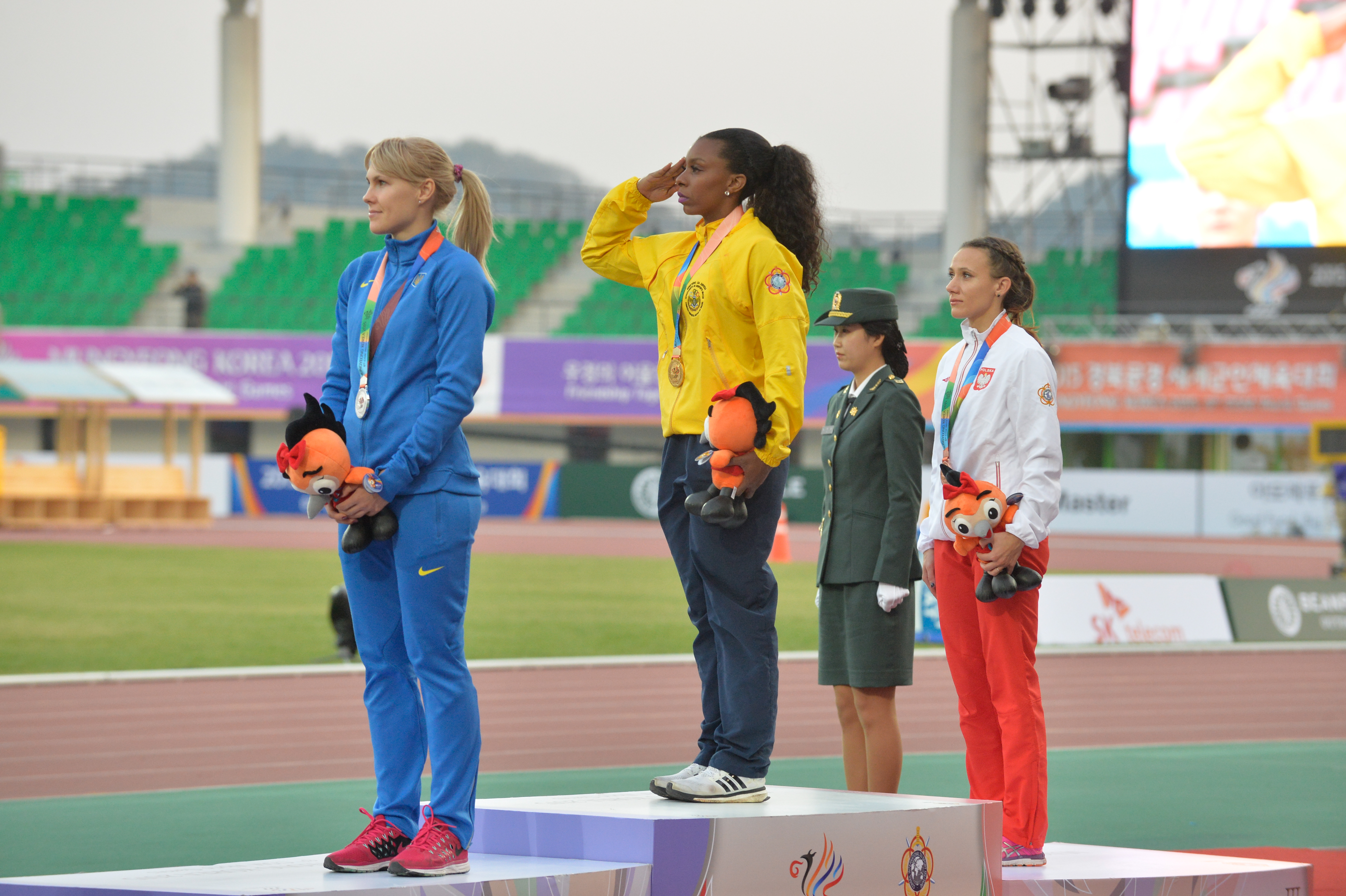
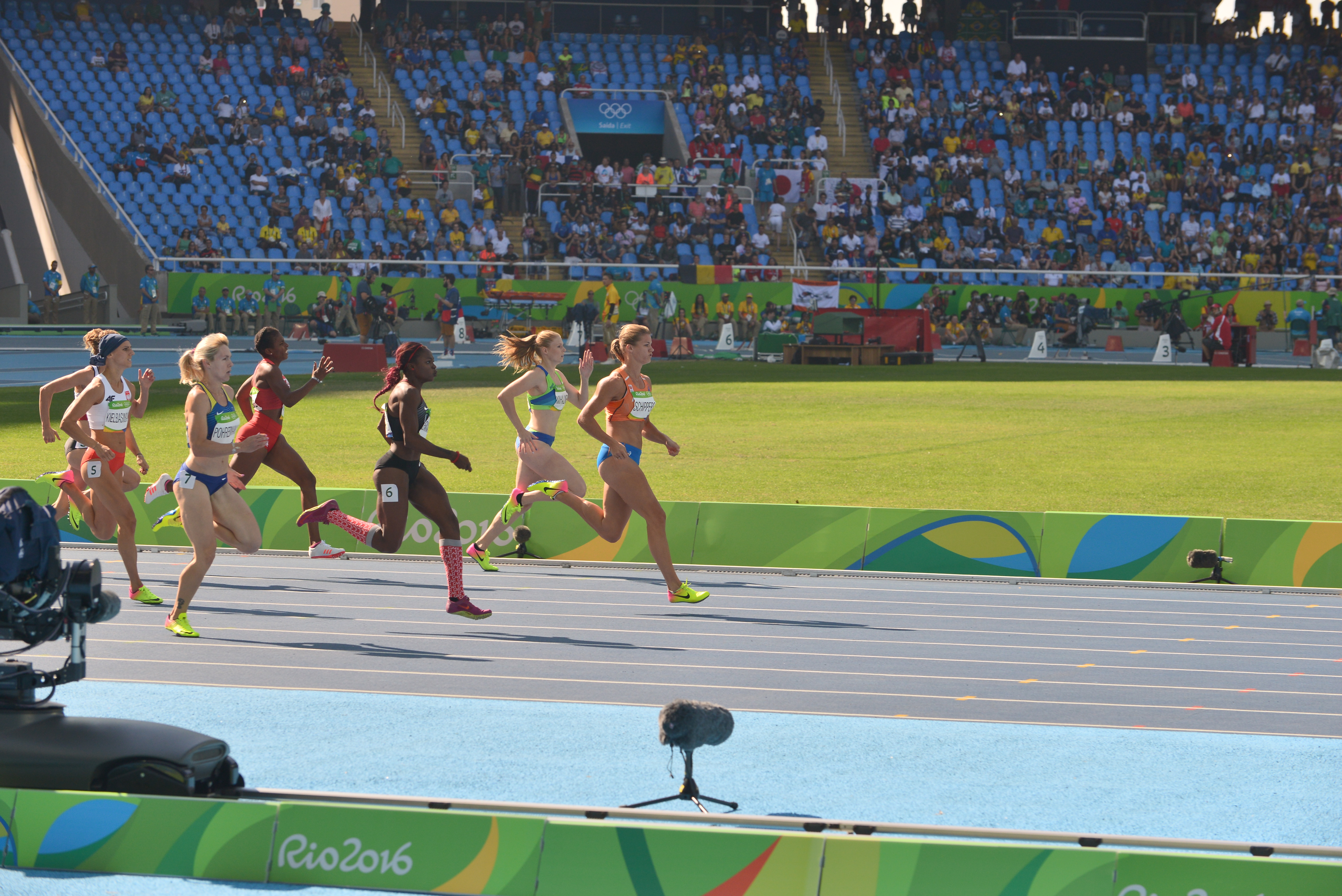
Олімпійські ігри 2016.